# Přistání naslepo
Přistání naslepo (v anglickém originále Ground Control) je americký akční film z roku 1998. Režisérem filmu je Richard Howard. Hlavní role ve filmu ztvárnili Kiefer Sutherland, Bruce McGill, Kristy Swanson, Robert Sean Leonard a Kelly McGillis.

## Obsazení
| Kiefer Sutherland   | Jack Harris    |
| Bruce McGill        | T. C. Bryant   |
| Kristy Swanson      | Julie Albrecht |
| Robert Sean Leonard | Cruise         |
| Kelly McGillis      | Susan Stratton |
| Margaret Cho        | Amanda         |
| Charles Fleischer   | Randy          |
| Henry Winkler       | John Quinn     |